# Angels and Airwaves
Angels and Airwaves (na kratko AVA) je ameriška alternativna rock skupina iz San Diega, ZDA.

## Nastanek
Skupina Angels and Airwaves je nastala leta 2005 oz. po razpadu skupine Blink-182. Tega leta so Tom Delonge(Blink-182), David Kennedy (Box Car Racer), Atom Willard ((The Offspring) ter Ryan Sinn (The Distillers)združili svoje moči ter ustanovili skupino AVA. Leta 2007 je basist Ryan Sinn zapustil skupino, tako je band kmalu dobil novega člana. To je postal Matt Wachter, prej basist skupine 30 Seconds To Mars. Skupina danes uspešno nadaljuje svoje delo, kar se kaže po številnih koncertih in albumih: leta 2006 so izdali album z naslovom We Don't Need To Whisper, novembra 2007 I-Empire, v začetku leta 2010 pa so izdali album LOVE.

## Zasedba
- Tom DeLonge - kitara, vokal
- David Kennedy - kitara
- Atom Willard - bobni
- Matt Wachter - bas kitara

### Bivši član
- Ryan Sinn - bas kitara

## Discografija

### Albumi
- We Don't Need to Whisper - 2006
- I-Empire - 2007
- LOVE - 2010
- Love: Part Two - 2011
- The Dream Walker - 2014